# Haruka Kitaguchi
Haruka Kitaguchi (en japonés: 北口榛花, Kitaguchi Haruka; Asahikawa, 16 de marzo de 1998) es una deportista japonesa que compite en atletismo, especialista en la prueba de lanzamiento de jabalina.
Participó en dos Juegos Olímpicos de Verano, en los años 2020 y 2024, obteniendo una medalla de oro en París 2024, en el lanzamiento de jabalina. Ganó dos medallas en el Campeonato Mundial de Atletismo, en los años 2022 y 2023.
Estudió Ciencias del Deporte en la Universidad Nippon de Ciencias del Deporte.

## Palmarés internacional
| Juegos Olímpicos   | Juegos Olímpicos        | Juegos Olímpicos  | Juegos Olímpicos |
| Año                | Lugar                   | Medalla           | Prueba           |
| ------------------ | ----------------------- | ----------------- | ---------------- |
| 2024               | París (Francia)         | Medalla de oro    | Jabalina         |
| Campeonato Mundial |                         |                   |                  |
| Año                | Lugar                   | Medalla           | Prueba           |
| 2022               | Eugene (Estados Unidos) | Medalla de bronce | Jabalina         |
| 2023               | Budapest (Hungría)      | Medalla de oro    | Jabalina         |